# Le Mesnil-Jourdain

Le Mesnil-Jourdain este o comună în departamentul Eure, Franța. În 1 ianuarie 2022 avea o populație de 238 de locuitori.